# Pleurothallis cosmetron
Pleurothallis cosmetron är en orkidéart som beskrevs av Carlyle August Luer. Pleurothallis cosmetron ingår i släktet Pleurothallis och familjen orkidéer. Inga underarter finns listade i Catalogue of Life.